# Scaffolding
Scaffolding, vilket ungefär betyder stöttning, är en term inom utvecklingspsykologi och lärande. Begreppet åsyftar det stöd de som lär sig kan få när de engagerar sig i en läroaktivitet som de inte klarar av att förstå på egen hand.
I en definition av begreppet beskrivs att scaffolding är det beteende då en person med kunskap guidar eller samarbetar med den lärande för att lösa ett problem. Begreppet är snarlikt det stöd som en lärande kan få men inbegriper hur den lärande skall genomföra någonting så att de senare kan utföra liknande uppgifter själva. Denna form av stöd är inte ett generellt stöd, utan har som syfte att leda den lärande mot att bemästra nya färdigheter, förstå nya begrepp eller nya grader av förståelse. Termen kommer från det engelska ordet som också betyder byggnadsställning.